# Magdalena Lobnig
Magdalena Lobnig, née le 19 juillet 1990 à Sankt Veit an der Glan (Autriche), est une rameuse autrichienne. Elle remporte la médaillée de bronze en skiff féminin aux Jeux olympiques d'été de 2020.

## Jeunesse
Elle a fait ses études à l'université de Linz.

## Carrière
Elle remporte la médaillée de bronze en 7 min 19 s 72 sur le skiff féminin aux Jeux olympiques d'été de 2020 derrière la Néo-Zélandaise Emma Twigg et la Russe Hanna Prakatsen.

## Palmarès

### Jeux olympiques
- médaille de bronze en skiff aux Jeux olympiques d'été de 2020 à Tokyo

### Championnats du monde
- médaille de bronze en skiff aux Championnats du monde 2018 à Plovdiv
- médaille de bronze en skiff aux Championnats du monde 2017 à Sarasota

### Championnats d'Europe
- médaille d'or en skiff aux Championnats d'Europe 2016 à Brandenbourg
- médaille d'argent en skiff aux Championnats d'Europe 2020 à Poznań
- médaille d'argent en skiff aux Championnats d'Europe 2018 à Glasgow
- médaille d'argent en skiff aux Championnats d'Europe 2013 à Séville

### Jeux mondiaux
- médaille de bronze sur 2 000 m en aviron indoor (sport de démonstration) aux Jeux mondiaux de 2017 à Wrocław